# Lidová fronta pro osvobození Palestiny - Hlavní velení

Vlajka LFOP-HV

Lidová fronta pro osvobození Palestiny - Hlavní velení (LFOP-HV) (arabsky: الجبهة الشعبية لتحرير فلسطين - القيادة العامة, Al-Džabha aš-Ša'abíja li-Tahríni Filastín - al-Qijáda al-'ámma; anglicky: The Popular Front for the Liberation of Palestine - Head Commander, odtud PFLP-GC) je palestinská vojenská nacionalistická marxistická prosyrsky orientovaná teroristická organizace. Spojené státy, Evropská unie a Kanada ji řadí na seznam teroristických organizací.

## Pozadí
LFOP-HV vznikla v roce 1968 odtržením od Lidové fronty pro osvobození Palestiny (LFOP) a do jejího čela se postavil Ahmad Džibríl. V rámci Organizace pro osvobození Palestiny (OOP), z kterého v roce 1974 vystoupila, byla nejostřeji vymezená proti Izraeli. LFOP-HV se přisuzuje jeden z prvních sebevražedných atentátů v 70. letech, který provedla ve městě Kirjat Šmona, během něhož zemřelo 18 Izraelců. Tento teroristický útok se označuje jako masakr v Kirjat Šmoně.